# Jean-Joseph Sanfourche
Jean-Joseph Sanfourche, Sanfourche néven is ismert (Bordeaux, 1929. június 25. – Saint-Léonard-de-Noblat, 2010. március 13.) francia festő, költő, tervező és szobrászművész.
Art brut gyakorlatot folytatott, és Gaston Chaissac, Jean Dubuffet, Robert Doisneau barátja volt, akikkel levelezést folytatott. 